# Henri Maspero
Henri Maspero (Párizs, 1883. december 15. – Buchenwald, 1945. március 17. (kínai neve pinjin hangsúlyjelekkel: Mǎ Bólè; magyar népszerű: Ma Po-lö; hagyományos kínai: 馬伯樂; egyszerűsített kínai: 马伯乐) francia sinológus, különösen a kínai ókor és a taoizmus kutatója volt.

## Élete és munkássága
Történelmi és irodalmi tárgyú felsőfokú tanulmányai befejeztével 1905-ben csatlakozott apja, Gaston Maspero egyiptológus kutatásaihoz Egyiptomban. Első komolyabb tanulmányában kimutatta, hogy a hellenizált Egyiptom uralkodói is átvették a régi fáraók adórendszerét. Apja, akiről azt mondták kortársai és tanítványai, hogy az egyiptológia utolsó olyan tudósa volt, aki át tudta tekinteni a tudományága teljes területét, nagy hatással volt egész életművére.
1907-ben visszatért Párizsba és jogot, valamint kínai nyelvet kezdett tanulni Édouard Chavannes irányításával Keleti nyelvek és civilizációk intézetében (Institut national des langues et civilisations orientales). 1908-ban Hanoiba utazott, hogy az ottani, távol-keleti tanulmányokkal foglalkozó francia iskolában tanuljon. Közel tizenhárom évet töltött a francia Indokínában. Már 1908-ban eljutott Kínába is, a hanyatló kínai császárság végnapjaiban. Hanoiban alapvető kutatásokat végzett a helyi történeti földrajz témakörében, majd a kínai buddhizmussal foglalkozott. Beutazta egész Indokínát és megismerkedett a helyi nyelvekkel, a távol-keleti nyelvek összehasonlító tanulmányainak megalapítója lett. Az annami nyelv kínai kölcsönszavainak kutatása elvezeti a kínai hangtörténet vizsgálatához. Nyelvjárási különbségeket állapít meg az ókori kínai nyelvben, amivel megnyitja az utat Bernhard Karlgren hangtörténeti kutatásai számára.
1917-ben katonai szolgálatra hazatért, tolmácsként vették igénybe képzettségét. 1919-ben visszatért Indokínába, ahol hegyi törzsek között élt, súlyos betegségen is átesett. 1919-ben újra visszatért Párizsba, mert felajánlották számára Chavannes posztját a Collège de France kínai tanszékének élén. Ettől kezdve sinológiai kutatómunkájára koncentrált.
1927-ben publikálta a főművének tekinthető „Az ókori Kína” (La Chine Antique) című munkáját. Ez lett az életében megjelent egyetlen könyve. A mű a sinológusok generációi számára szolgált alapvető tankönyvként világszerte. Maspero hátralévő éveiben ennek folytatásához gyűjtötte az anyagot.
1928-30 között Japánban tevékenykedett, sinológiai előadásokat tartott, és elutazott Kínába és Koreába is.
Ezután Marcel Granet nyomában a Sorbonne-on a kínai civilizáció tanszékének vezetője lett, valamint az egyik patinás francia felsőoktatási intézményben, – École Pratique des Hautes Études – is vezette a kínai civilizáció tanszékét. 1935-ben megválasztották az Académie des inscriptions et belles-lettres, a Francia Akadémia társintézménye tagjának.
1936-ban részt vett a koppenhágai negyedik nyelvészeti világkongresszuson, ahonnan ellátogatott Svédországba, Finnországba és Leningrádba is, ahol sinológus konferencián szólalt fel a kínai rabszolgaság és a földtulajdon témakörében. Újra foglalkoztatni kezdték őt a gazdaságtörténet kérdései is.
1943-ban a német megszállók ellenállási tevékenység gyanújával letartóztatták és tíz hónapig fogságban tartották. 1944-ben újra lefogták, mert 19 éves fia, az ellenállók között harcoló Jean Maspero után nyomoztak. Fia egyelőre megmenekült, átjutott az amerikai csapatokhoz, de aztán egy bombázás áldozatává vált. Henri Masperót Párizs felszabadulása előtt Buchenwaldba deportálták, ahol egy hónappal a tábor felszabadulása előtt meghalt. Felesége Ravensbrückben túlélte a tábort. 1932-es születésű második fiuk, François Maspero, baloldali író és újságíró lett. Féltestvére, Georges Maspero (1872–1942) szintén sinológus volt.
Maspero francia sinológus utódai, különösen Paul Demiéville, kéziratban maradt tanulmányai nagy részét rekonstruálták és megjelentették. Étienne Balázs magyar származású francia sinológus is nagy munkát végzett Maspero hagyatékának feldolgozásában és kiegészítésében, de az ő műve is kéziratban maradt. Végül ezt is Demiéville jelentette meg Histoire et institutions de la Chine ancienne (des origines au XIIe siècle après J.-C.) par Henri Maspero et Étienne Balazs címmel (Presses Universitaires de France, Párizs, 1967).
A taoizmusról szóló tanulmányai csak 1971-ben jelentek meg, de nagy visszhangot váltottak ki. Angolra 1981-ben fordították le, és kilenc kötetben jelent meg Taoism and Chinese Religion (Taoizmus és a kínai vallás) címmel.

## Magyarul
- Az ókori Kína; utószó Tőkei Ferenc, ford. Csongor Barnabás; Gondolat, Bp., 1978